# Världsmästerskapet i schack 1886
Världsmästerskapet i schack 1886 var en titelmatch mellan Wilhelm Steinitz och Johannes Zukertort. Den brukar räknas som den första officiella VM-matchen även om det inte fanns någon internationell organisation som arrangerade mästerskapen vid den här tiden. Matchen ägde rum i New York, Saint Louis och New Orleans mellan den 11 januari och 29 mars 1886. Den spelades som först till tio vunna partier och slutade med att Steinitz blev den förste officielle världsmästaren.
Zukertort öppnade starkt och efter de fem partierna i New York ledde han med 4–1. Steinitz utjämnade i Saint Louis där han vann med 3–0. Av de avslutande elva partierna i New Orleans lyckades Zukertort bara vinna ett mot Steinitz sex. Troligen påverkade Zukertorts dåliga hälsa resultatet i slutet av matchen. Totalt fem partier slutade remi.

## Bakgrund
Under 1800-talet började man spela internationella matcher och turneringar och prata informellt om världsmästare.
Efter att Steinitz besegrat Adolf Anderssen i en match 1866 sågs han som den starkaste spelaren i världen. Steinitz var sedan obesegrad i matchspel under många år.
Zukertort slog igenom i slutet av 1870-talet. 1883 segrade han i den starka turneringen i London där de flesta i världseliten deltog. Zukertort tog 22 poäng på 26 ronder och vann 3 poäng före Steinitz.
Efter turneringen utmanade Steinitz Zukertort på en match.
Förhandlingarna om villkoren för matchen tog lång tid. Både Steinitz och Zukertort hade flyttat till London, Steinitz från Österrike 1862 och Zukertort från Tyskland tio år senare. Steinitz flyttade sen vidare till USA 1883, efter att ha kommit på kant med schacklivet i London, och ville därför spela matchen där. Zukertort insisterade på att spela i London där han hade ekonomiskt stöd.
1885 gick slutligen Zukertort med på att spela matchen i USA. Steinitz gick i sin tur med på att spela en returmatch i London. Båda sidor skulle garantera en summa på 2 000 dollar vilket var ett avsevärt belopp vid den här tiden.

## Regler
Matchen spelades som först till tio vunna partier. Om båda spelarna nådde nio vinster så var matchen oavgjord och ingen världsmästare utsågs. Dragserien var 30 drag på två timmar, därefter 15 drag per timme.
Matchen skulle börja i New York tills en spelare hade vunnit fyra partier, därefter fortsätta i Saint Louis tills en spelare vunnit tre partier där. Resten av matchen skulle spelas i New Orleans.

## Resultat
| Namn               | Parti | Parti | Parti | Parti | Parti | Parti | Parti | Parti | Parti | Parti | Parti | Parti | Parti | Parti | Parti | Parti | Parti | Parti | Parti | Parti | Vinster |
| Namn               | 1     | 2     | 3     | 4     | 5     | 6     | 7     | 8     | 9     | 10    | 11    | 12    | 13    | 14    | 15    | 16    | 17    | 18    | 19    | 20    | Vinster |
| ------------------ | ----- | ----- | ----- | ----- | ----- | ----- | ----- | ----- | ----- | ----- | ----- | ----- | ----- | ----- | ----- | ----- | ----- | ----- | ----- | ----- | ------- |
| Wilhelm Steinitz   | 1     | 0     | 0     | 0     | 0     | 1     | 1     | ½     | 1     | ½     | 1     | 1     | 0     | ½     | ½     | 1     | ½     | 1     | 1     | 1     | 10      |
| Johannes Zukertort | 0     | 1     | 1     | 1     | 1     | 0     | 0     | ½     | 0     | ½     | 0     | 0     | 1     | ½     | ½     | 0     | ½     | 0     | 0     | 0     | 5       |